# Église anglicane de la Sainte-Trinité d'Alger
L'Église anglicane de la Sainte-Trinité d'Alger est une église affectée au culte anglican et située à Alger, en Algérie.

## Histoire
La construction de l'Église anglicane d'Alger est liée à l'arrivée des migrants anglais à Alger au milieu du XIXe siècle. La bourgeoisie anglaise s'installant à Alger n'est pas importante, mais augmente en hiver quand les Britanniques cherchent un climat plus propice à leur santé. Ils y importent leur mode de vie, installant des boutiques, des salons de thé, des terrains de tennis et de golf. Dans ce mouvement, une église anglicane est construite en 1870, rue d'Isly, dans le centre-ville d'Alger. Elle est construite sur le modèle des églises anglaises. Financée grâce aux dons, elle appartient à la Communion anglicane. L'église est ouverte à tous, les Anglais formant l'essentiel des fidèles. Un prêtre missionnaire la dessert et y préside les offices.
En 1906, l'Autorité coloniale française souhaite acquérir le terrain de l'église afin d'y implanter la Grande Poste d'Alger. Elle offre en contrepartie un terrain, plus au sud, et offre 200 000 francs pour la construction du nouvel édifice. La nouvelle église est réalisée par l'architecte Henri Petit dans un style néo-mauresque et inaugurée en 1908 ou 1909,. La nouvelle église reprend des anciens éléments de l'ancienne, et voit la construction d'un presbytère et d'un logement pour le sacristain.
Dans les années 1960, le presbytère se révèle trop grand pour son usage, et le bâtiment est loué par le diocèse au British Council. Alors que la situation sécuritaire se dégrade dans les années 1990, le British Council quitte ses locaux. L’aumônier anglican est invité par l'ambassade du Royaume-Uni à quitter le pays, et l'église est fermée. L'ambassade finie par rouvrir des locaux à Alger et s'installe dans un premier temps dans l'ancien presbytère avant de déménager. Des aumôniers reviennent exercer le culte, principalement auprès des étudiants, des diplomates et des expatriés .